# Till Völger
Till Völger (* 13. August 1987 in Berlin) ist ein deutscher Synchronsprecher und Rechtsanwalt. Er ist der Sohn von Bernhard Völger und der Enkel von Werner Völger.

## Karriere
In seiner Tätigkeit als Synchronsprecher sprach Völger bekannte Schauspieler wie Eli Marienthal, Trevor Morgan oder David Gallagher. Von Juni 2015 bis Dezember 2018 war er Vorstandsvorsitzender des InteressenVerbands Synchronschauspieler e. V. (IVS) mit Sitz in Berlin. Nach der Fusion des IVS mit dem Bundesverband Schauspiel (BFFS) ist er seit Dezember 2018 in diesem Vorstandsmitglied.
Sein Vater Bernhard Völger ist ebenfalls Synchronsprecher.

## Synchronarbeiten (Auswahl)

### Filme
- 1997: Das Leben ist schön – Giorgio Cantarini als Giosuè
- 1998: Victor – Skan Guenin als Robert
- 1999: Der Gigant aus dem All – Eli Marienthal als Hogarth Hughes
- 1999: Die letzte große Fahrt – Jeffrey Sharmat als Ian McKinzie
- 2000: Chocolat – Ein kleiner Biss genügt – Aurelien Parent Koenig als Luc Clairmont
- 2000: Feivel, der Mauswanderer 3: Der Schatz von Manhattan – Thomas Dekker als Feivel Mousekewitz
- 2000: Die Abenteuer von Rocky & Bullwinkle – June Foray als Rocky
- 2001: Jurassic Park III – Trevor Morgan als Erik Kirby
- 2002: Ben, der Zauberlehrling – Byron Taylor als Ben
- 2003: The Operator – Ray Wayne Hall als J.B.
- 2005: School of Life – Andrew Robb als Dylan Warner
- 2011: Cinderella Story – Es war einmal ein Lied – Freddie Stroma als Luke Morgan
- 2013: Battle of the Year – David Shreibman als Kid

### Serien
- 1999–2001: Eine himmlische Familie – David Gallagher als Simon Camden (1. Stimme)
- 2004–2006: Meine wilden Töchter – Martin Spanjers als Rory Hennessy
- 2006: Ghost Whisperer – Stimmen aus dem Jenseits – John Patrick Amedori als Jason Shields
- 2006–2010: Die Schule der kleinen Vampire als Oskar von Horrificus
- 2007: Cold Case – Kein Opfer ist je vergessen – Martin Spanjers als Davie
- 2007: Gundam Seed – Takayuki Inoue als Tolle Koenig
- 2007: Power Rangers Operation Overdrive – James MacLurcan als Mackenzie „Mack“ Hartford
- 2008: Grey’s Anatomy – Martin Spanjers als Hunter Chapman
- 2008–2010: Black Butler – Kōji Yusa als Lau
- 2009: Zombie–Loan – Ken’ichi Suzumura als Chika Akatsuki
- 2009–2012: Desperate Housewives – Charlie Carver als Porter Scavo
- 2010: Ghost Whisperer – Stimmen aus dem Jenseits – Peter Vack als Paul Jett
- 2012: Vampire Diaries – David Gallagher als Ray Sutton
- 2018–2019 Harrow – Remy Hii als Simon Van Reyk